# Dang Ye-seo
Dang Ye-seo, född Tang Na den 27 april 1981 i Changchun i Kina, är en sydkoreansk bordtennisspelare som tog OS-brons i damlag i Peking år 2008 tillsammans med Kim Kyung-ah och Park Mi-young.

## Meriter

### Olympiska meriter

#### Olympiska sommarspelen 2008
| Idrottare   | Gren   | Grundomgång          | Omgång 1             | Omgång 2              | Omgång 3                     | Omgång 4             | Kvartsfinal          | Semifinal            | Final                |
| Idrottare   | Gren   | Motståndare Resultat | Motståndare Resultat | Motståndare Resultat  | Motståndare Resultat         | Motståndare Resultat | Motståndare Resultat | Motståndare Resultat | Motståndare Resultat |
| ----------- | ------ | -------------------- | -------------------- | --------------------- | ---------------------------- | -------------------- | -------------------- | -------------------- | -------------------- |
| Dang Ye-seo | Singel |                      |                      | Miao Miao (AUS) W 4-1 | Feng Tianwei (SIN) (6) L 0-4 |                      |                      |                      |                      |